# Take Two with Phineas and Ferb
Take two with Phineas and Ferb (Toma dos con Phineas y Ferb en Hispanoamérica y Entrevistas de Phineas y Ferb en España) es un spin-off de la serie animada Phineas y Ferb, estrenada en Disney Channel el 3 de diciembre de 2010 y en Estados Unidos e Iberoamérica el 10 de febrero de 2011. La serie se basa en entrevistas que Phineas y Ferb realizan a diversas celebridades estadounidenses e iberoamericanas.

## Episodios
| Temporada | Temporada | Episodios | Estados Unidos         | Estados Unidos          | Latinoamérica         | Latinoamérica       | España              | España                   |
| Temporada | Temporada | Episodios | Comienzo               | Final                   | Comienzo              | Final               | Comienzo            | Final                    |
| --------- | --------- | --------- | ---------------------- | ----------------------- | --------------------- | ------------------- | ------------------- | ------------------------ |
|           | 1         | 20        | 3 de diciembre de 2010 | 25 de noviembre de 2011 | 19 de febrero de 2011 | 22 de abril de 2013 | 20 de abril de 2013 | 20 de septiembre de 2013 |

| Episodio | Invitado                      | Estreno                  | Estreno                  | Estreno                  |
| -------- | ----------------------------- | ------------------------ | ------------------------ | ------------------------ |
| 1        | «Jack Black»                  | 3 de diciembre de 2010   | 19 de febrero de 2011    | 20 de abril de 2013      |
| 2        | «Andy Samberg»                | 10 de diciembre de 2010  | 17 de febrero de 2011    | 12 de marzo de 2013      |
| 3        | «Seth Rogen»                  | 7 de enero de 2011       | 10 de febrero de 2011    | 4 de abril de 2013       |
| 4        | «Tony Hawk»                   | 22 de enero de 2011      | 19 de mayo de 2011       | 12 de abril de 2013      |
| 5        | «Taylor Swift»                | 18 de febrero de 2011    | 7 de abril de 2011       | 4 de junio de 2013       |
| 6        | «Regis Philbin»               | 25 de febrero de 2011    | 28 de abril de 2011      | 18 de junio de 2013      |
| 7        | «Neil Patrick Harris»         | 18 de marzo de 2011      | 14 de abril de 2011      | 10 de julio de 2013      |
| 8        | «Randall Darius Jackson»      | 25 de marzo de 2011      | 21 de abril de 2011      | 21 de julio de 2013      |
| 9        | «Emma Roberts»                | 8 de abril de 2011       | 19 de mayo de 2011       | 2 de agosto de 2013      |
| 10       | «Cedric the Entertainer»      | 29 de abril de 2011      | 14 de agosto de 2011     | 10 de agosto de 2013     |
| 11       | «David Beckham»               | 23 de julio de 2011      | 19 de noviembre de 2011  | 6 de febrero de 2012     |
| 12       | «Howie Mandel»                | 30 de julio de 2011      | 24 de noviembre de 2011  | 15 de agosto de 2013     |
| 13       | «Miss Piggy»                  | 9 de septiembre de 2011  | 18 de noviembre de 2011  | 26 de enero de 2012      |
| 14       | «Tom Bergeron»                | 16 de septiembre de 2011 | 2 de diciembre de 2011   | 25 de agosto de 2013     |
| 15       | «Ty Pennington»               | 24 de septiembre de 2011 | 9 de diciembre de 2011   | 20 de agosto de 2013     |
| 16       | «Shaun White»                 | 14 de octubre de 2011    | 16 de diciembre de 2011  | 29 de agosto de 2013     |
| 17       | «Larry King»                  | 28 de octubre de 2011    | 22 de enero de 2012      | 3 de septiembre de 2013  |
| 18       | «Jason Segel»                 | 2 de noviembre de 2011   | 29 de noviembre de 2011  | 15 de septiembre de 2013 |
| 19       | «Ben Stiller»                 | 11 de noviembre de 2011  | 7 de marzo de 2012       | 10 de septiembre de 2013 |
| 20       | «Guy Fieri»                   | 25 de noviembre de 2011  | 24 de abril de 2012      | 20 de septiembre de 2013 |
| 21       | «Óscar "Conejo" Pérez Rojas»  | -                        | 12 de agosto de 2012     | 30 de octubre de 2013    |
| 22       | «Mariano Martínez»            | -                        | 12 de agosto de 2012     | 2 de noviembre de 2013   |
| 23       | «Di Ferrero»                  | -                        | 14 de septiembre de 2012 | 2 de noviembre de 2013   |
| 24       | «Axel»                        | -                        | Septiembre de 2012       | 4 de noviembre de 2013   |
| 25       | «Ha*Ash»                      | -                        | Septiembre de 2012       | 9 de noviembre de 2013   |
| 26       | «Diego Ramos»                 | -                        | 22 de abril de 2013      | 11 de noviembre de 2013  |
| 27       | «Rock Bones»                  | -                        | mayo de 2014             | -                        |
| 29       | «Carlos "El Pibe" Valderrama» | -                        | mayo de 2014             | -                        |
| 30       | «Radamel Falcao»              | -                        | mayo de 2014             | -                        |